# 5275 Zdislava
5275 Zdislava eller 1986 UU är en asteroid i huvudbältet som upptäcktes den 28 oktober 1986 av den tjeckiske astronomen Zdeňka Vávrová vid Kleť-observatoriet. Den är uppkallad efter Zdislava Berka.